# Катастрофа Boeing 737 в Абудже
Катастрофа Boeing 737 в Абудже — крупная авиационная катастрофа, произошедшая 29 октября 2006 года. Авиалайнер Boeing 737-2B7 авиакомпании ADC Airlines выполнял регулярный внутренний рейс ADC53 по маршруту Калабар—Лагос—Абуджа—Сокото, но вскоре после вылета из Абуджи рухнул на кукурузное поле и полностью разрушился. Из находившихся на его борту 105 человек (100 пассажиров и 5 членов экипажа) выжили 9.
Катастрофа рейса 053 вызвала интенсивный национальный протест против улучшения положения в авиационном секторе Нигерии и стала причиной смены министра авиации и полного изменения авиационного сектора Нигерии. Также она стала второй крупнейшей авиакатастрофой в истории авиакомпании ADC Airlines (после катастрофы Boeing 727 под Имотой, 143 погибших).

## Самолёт

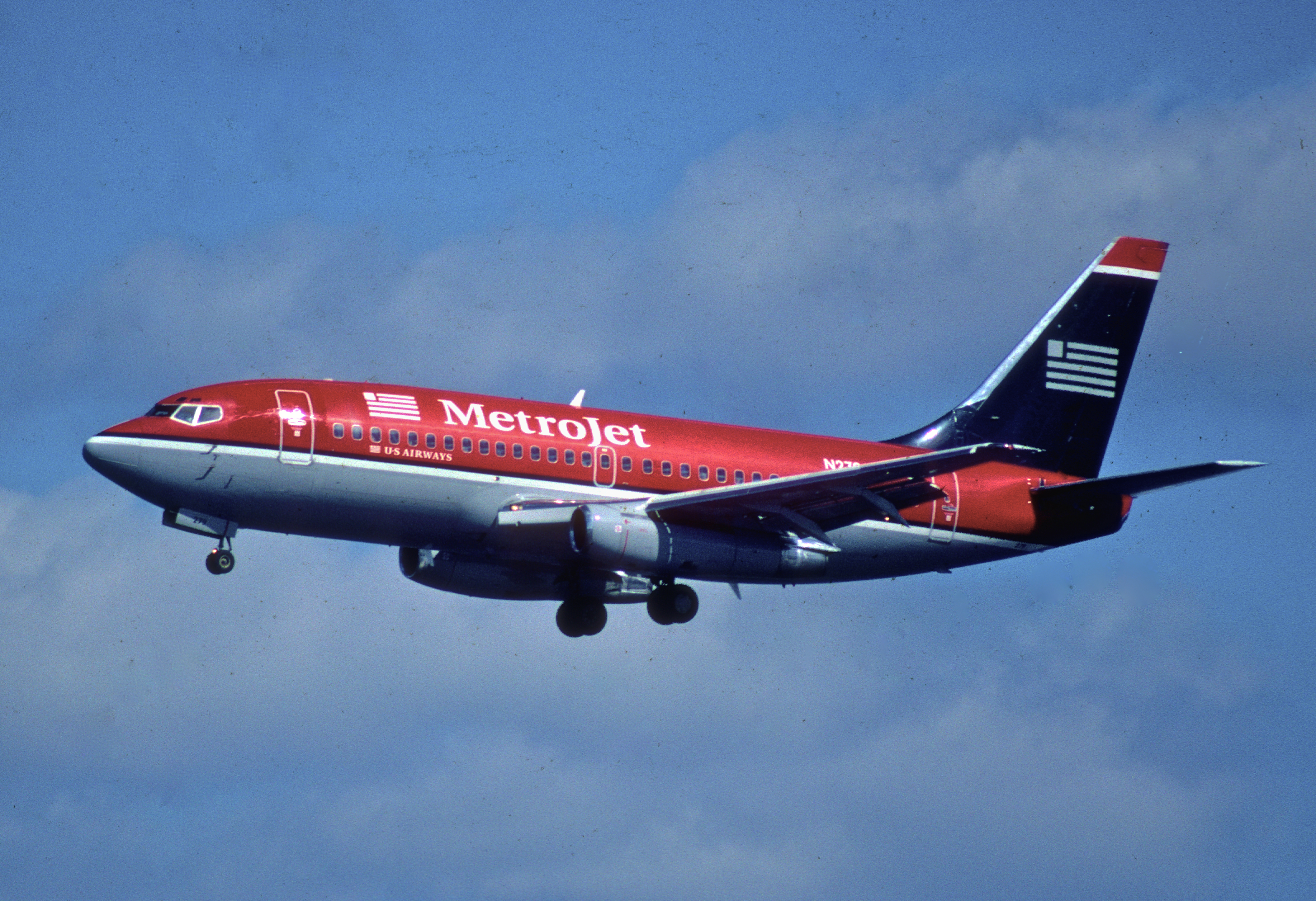
Разбившийся самолёт в 2001 году (в период эксплуатации в MetroJet)

Boeing 737-2B7 (регистрационный номер 5N-BFK, заводской 22891, серийный 988) был выпущен в 1983 году (первый полёт совершил 27 сентября). 20 октября того же года был передан авиакомпании USAir (с 27 февраля 1997 года — US Airways), в которой получил бортовой номер N323AU; 15 ноября 1988 года был перерегистрирован (борт N279AU). 6 февраля 1999 года был продан авиакомпании MetroJet, б/н остался без изменений. 2 сентября 2003 года был куплен авиакомпанией ADC Airlines и его бортовой номер сменился на 5N-BFK. Оснащён двумя турбореактивными двигателями Pratt & Whitney JT8D-17. На день катастрофы 23-летний авиалайнер совершил 44 465 циклов «взлёт-посадка» и налетал 56 411 часов.

## Экипаж и пассажиры
Состав экипажа рейса ADC53 был таким:
- Командир воздушного судна (КВС) — 50-летний Чарльз Колаволе Атанда (англ. Charles Kolawole Atanda). Опытный пилот, налетал 8545 часов (по данным на 27 сентября 2006 года).
- Второй пилот — 54-летний Селестин Окконех (англ. Celestine Okkoneh). Опытный пилот, управлял самолётами PA-31 и HS-125. Налетал 6497 часов (по данным на 29 сентября 2006 года).

В салоне самолёта работали три бортпроводника:
- Кристиан Кану (англ. Christian Kanu),
- Питер Онука (англ. Peter Onuka),
- Нгози Нвугбуна (англ. Ngozi Nwugbuna).

Среди пассажиров на борту самолёта находились:
- Мухаммаду Макчидо (англ. Muhammadu Maccido), султан штата Сокото и духовный лидер мусульман Нигерии.
- Бадамаси Макчидо (англ. Badamasi Maccido), сенатор, сын султана Мухаммаду Макчидо.
- Нненния Мгбор (англ. Nnennia Mgbor), первая женщина-хирург из Западной Африки.
- Абдулрахман Шеху Шагари (англ. Abdulrahman Shehu Shagari), сын бывшего президента Нигерии Шеху Шагари.
- 3 дочери Ибрагима Идриса (англ. Ibrahim Idris), губернатора штата Коги.

## Последствия катастрофы
Президент Нигерии Олусегун Обасанджо, столкнувшись с давлением с целью отстранения от должности тогдашнего министра авиации Абрахама Боришаде, перевёл его в другое ведомство.